# Miliza Korjus
Miliza Elizabeth Korjus (* 18. August 1909 in Warschau, Generalgouvernement Warschau, Russisches Kaiserreich; † 26. August 1980 in Culver City, Kalifornien, USA) war eine US-amerikanische Film- und Theaterschauspielerin sowie Opernsängerin (Sopran) estnisch-polnischer Herkunft.

## Leben

### Familie
Miliza Korjus wurde als fünftes von sechs Kindern von Arthur Korjus und dessen Ehefrau Anna Gintowt in Warschau geboren. Ihr Vater war estnischer Herkunft und Oberstleutnant in der russischen Armee, später diente er als Stabschef im Stab des estnischen Kriegsministers. Ihre Mutter war adliger litauisch-polnischer Herkunft. Ihre Eltern ließen sich bereits früh scheiden, so dass Korjus wie auch ihre fünf Schwestern bei der Mutter in Kiew aufwuchsen. Ihr älterer Bruder wuchs bei seinem Vater auf.

### Karriere
In ihrer Jugend war Korjus ein Mitglied des Dumka-Chors in Kiew und war mit diesem durch die Sowjetunion auf Tournee unterwegs. 1927 – bei einem Besuch bei ihrem Vater und Bruder im nun unabhängigen Estland – verhalf dieser ihr zu einem gewissen Bekanntheitsgrad, so dass sie bald in den baltischen Staaten Konzerte gab.
1929 heiratete sie den Arzt Kuno Fölsch, mit dem sie nach Deutschland zog, wo sie 1933 Auftritte in der Staatsoper Unter den Linden hatte. 1932 wurde in Estland ihr einziges Kind, die Tochter Melissa geboren. 1935 lieh sie in dem Film „Der Student von Prag“ Dorothea Wieck ihre Gesangsstimme.
Sie galt als nahezu berühmteste Sängerin Europas. Produzent Irving Thalberg wurde auf Korjus aufmerksam und sicherte ihr einen 10-Jahres-Filmvertrag zu. Kurz nach ihrer Ankunft in Hollywood, im März 1936, starb Thalberg, so dass der Vertrag geplatzt war.
Erst 1938 gelang ihr mit Der große Walzer der Durchbruch im Filmgeschäft; für die Rolle der Carla Donner wurde sie 1939 mit dem Oscar in der Kategorie Beste Nebendarstellerin nominiert.
MGM nahm Korjus unter Vertrag und plante mit ihr einen Film namens Guns and Fiddles, in dessen Rahmenhandlung es um einen Spion zwischen Budapest und Wien ging. Nur zwei Wochen vor Beginn der Dreharbeiten erlitt Korjus am 28. Mai 1940 einen Autounfall, bei dem sich die Schauspielerin so massive Verletzungen zuzog, dass die Ärzte lange Zeit überlegten, ihr linkes Bein zu amputieren. Nach unzähligen Operationen und einer mehrmonatigen Rehabilitation konnte Korjus das Krankenhaus mit beiden Beinen wieder verlassen.
Im Sommer 1941 plante Korjus ihre nächste Tournee nach Südamerika. Kurz nach deren Beginn in Mexiko traten die USA in den Zweiten Weltkrieg ein. Korjus, die persönlich genug von Krieg hatte, verblieb in Mexiko und kehrte erst im Oktober 1944 in die USA zurück. In Mexiko selbst drehte sie 1942 ihren zweiten Spielfilm, Caballería del imperio.

## Spätes Leben
Korjus ließ sich in Los Angeles nieder und gab zeitlebens Konzerte aller Art. Nachdem ihre Fernbeziehung mit ihrem Ehemann Kuno Fölsch gescheitert war, heiratete sie 1952 ebenfalls einen Arzt, Dr. Walter E. Shector. Diese Ehe blieb kinderlos. Korjus blieb in der kalifornischen Society bekannt; zu ihren Freundinnen zählten Joan Sutherland und Beverly Sills.
Miliza Korjus verstarb im August 1980, im Alter von 71 Jahren, an Herzversagen. Ihre Tochter, Melissa F. Wells, wurde Diplomatin und war zwischen 1998 und 2001 US-Botschafterin in Estland.